# Хайденфельд, Вольфганг
Вольфганг Хайденфельд (нем. Wolfgang Heidenfeld; 29 мая 1911, Шёнеберг — 3 августа 1981, Ульм, Баден-Вюртемберг) — южноафриканский и ирландский шахматист.

## Биография
Хайденфельд родился в Берлине. Как еврей он был вынужден эмигрировать из Германии в Южную Африку в 1930-х годах из-за преследований со стороны нацистов.
Там он восемь раз выигрывал чемпионат Южной Африки по шахматам и представлял Южную Африку на шахматной олимпиаде в 1958 году. В 1955 году победил бывшего чемпиона мира Макса Эйве.
Помимо игры в шахматы, он также был писателем, коммивояжером, журналистом и автором кроссвордов. Среди его хобби были также покер, бридж и коллекционирование марок. Во время Второй мировой войны он использовал свое свободное владение немецким языком, чтобы помочь расшифровать немецкие сообщения для союзников.
В составе сборных Ирландии участвовал ещё в 4-х Олимпиадах: 1966—1970, 1974. Он был автором нескольких книг о шахматах, включая «Chess Springbok», «My Book of Fun and Games», «Grosse Remispartien» (на немецком языке) и «Lacking the Master Touch» (1970).
В 1957 году, после посещения Ирландии, переехал в Дублин. В 1979 году семья вернулась обратно в Ульм, где через два года он умер.
Сын — Марк (род. 1968) — ирландский шахматист, международный мастер (1998).

## Спортивные результаты
| Год  | Город  | Турнир         | + | − | =  | Результат | Место |
| ---- | ------ | -------------- | - | - | -- | --------- | ----- |
| 1958 | Мюнхен | 13-я Олимпиада | 3 | 4 | 9  | 7½ из 16  |       |
| 1966 | Гавана | 17-я Олимпиада | 3 | 5 | 7  | 6½ из 15  |       |
| 1968 | Лугано | 18-я Олимпиада | 1 | 4 | 10 | 6 из 15   |       |
| 1970 | Зиген  | 19-я Олимпиада | 4 | 4 | 5  | 6½ из 13  |       |
| 1974 | Ницца  | 21-я Олимпиада | 2 | 2 | 6  | 5 из 10   |       |